# Fjodor Alexejevič Minin
Fjodor Alexejevič Minin (rusky Фёдор Алексеевич Минин, okolo 1709 Moskva - 1765) byl důstojník ruského carského námořnictva, navigátor, hydrograf, zeměpisec a účastník Velké severní expedice.

## Životopis
Narodil se v Moskvě kolem roku 1709 do rodiny právního zástupce jednoho z moskevských klášterů.
V roce 1723, po smrti svého otce (jeho matka zemřela již dříve), vstoupil do petrohradské Akademie námořní stráže. V roce 1726 byl po absolvování akademie odeslán do Astrachaně, kde byl v roce 1728 povýšen na navigátora. Až do roku 1733 se plavil po Kaspickém moři. Začátkem roku se vrátil do Petrohradu, kde byl oceněn za své služby a vyslán do Baltského moře. V zimě 1733/1734 vyučoval navigaci na Akademii námořní stráže. Během roku 1734 se plavil opět po Baltu a v roce 1735 byl pod velením kapitána Poljanovského vyslán kolem Skandinávie do Archangelsku, kde převzal nově postavenou loď Novoarchangelsk a plavil se na ní zpět do Kronštadtu.
Na konci roku 1735 odeslal k carevně Anně Ivanovně stížnost, kde uváděl, že mu vznikly velké výdaje na nákup lodních nástrojů a nedostává plat navigátora, žádal o nápravu a odeslání platu k Obu. Nedochovala se zpráva, zda carevna vyhověla jeho stížnosti, ale v lednu 1736 byl navigátor Minin přidělen k Velké severní expedici, pod velení poručíka Dmitrije Leontěviče Ovcyna. Účelem Ovcynovy expedice bylo prozkoumat severní pobřeží od ústí řekyOb po ústí řeky Jenisej. Spolu s lodním mistrem Pjotrem Skobelcynem a velitelem flotily Ivanem Košelevem byl Minin vyslán do Tobolsku, aby tam postavili loď Obský pošťák (Обь-Почтальон). Stavba lodi se ale zpozdila a tak Minin byl proto přidělen na dvoustěžňovou šalupu Tobol, na které pod velením Ovcyna vyplul k ústí řek Ob. Po dosažení moře byl Tobol zastaven ledovými krami a další přístup do Karského moře z Obské zátoky nebyl možný. Posádka se proto vrátila a strávila zimu v Obdorsku. Během plavby provedla expedice soupis břehů, hloubková měření a vytvořila nové mapy.
V roce 1737 Minin vyplul na lodi Obský pošťák (velitel Ovcyn) za doprovodu šalupy Tobol (velitel Košelev) do Severního ledového oceánu. Na 74°2′ severní šířky viděla expedice neprostupný led, vrátili se proto k pobřeží a pokračovali do Jenisejského zálivu, kde se při ústí Jeniseje setkali s pozemní částí expedice. Během plavby provedli členové expedice soupis pobřeží a vytvořili mapy nových míst. Minin osobně objevil tři mysy v Gydském zálivu (jeden z nich dnes nese jeho jméno). Těsně před tím než moře zamrzlo, dosáhla expedice ústí řeky Anguticha, kde výprava přezimovala.
V roce 1738 byl Ovcyn sesazen z velení expedice a odeslán zpět do Petrohradu, novým velitelem se stal Fjodor Minin, který se rozhodl pokračovat v další plavbě na východ, kde chtěl především obeplout Tajmyrský poloostrov. Obeplutí poloostrova se mu v roce 1738 nepodařilo, protože zima přišla příliš brzy. Od poloviny září Mininova expedice zimovala na břehu řeky Kurje. Během zimy vypracoval Minin mapu Jenisejského zálivu a poslal ji spolu se zprávou o plavbě do Petrohradu, kde bylo potvrzeno jeho velení a dostal nejen příkaz pokračovat v cestě na východ, ale také dostal informaci, že bývalý velitel Ovcyn byl degradován na obyčejného námořníka.
Ani léto 1739 nepřineslo úspěch a nepodařilo se poloostrov Tajmyr obeplout. Hlavním důvodem neúspěchu byla liknavost místních úřadů v Turuchansku, kterým se nepodařilo nachystat zásoby jídla pro Mininovu expedici. Minin tak mohl vyplout až v polovině srpna, ale měsíc na to, začalo moře zamrzat a tak se expedice musela vrátit do Turuchansku, kde přezimovala. V lednu 1740 vyslal Minin pomocného navigátora Dmitrije Vasiljeviče Stěrlegova, aby se psím spřežením na sever postupoval po souši. Stěrlegov vyrazil na východ a dostal se podél mořského pobřeží až k 75°25´ severní šířky, kde zkoumal západní část Tajmyrského poloostrova. Zmapoval tak do té doby prakticky neznámou část sibiřského pobřeží. V září 1740 došlo expedici jídlo a opět moře zamrzlo, Minin se proto rozhodl dále nepokračovat a chystal se k návratu do Petrohradu.
V létě roku 1741 dorazil Minin do Jenisejsku, odkud poslal svého zástupce Stěrlegova do Petrohradu se zprávou, v niž navrhoval v pokračování expedice na východ od Jeniseje.
V roce 1742 se Minin plavil na šalupě Tobol po řece Jenisej a na řece se setkal s expedicí Charitona Laptěva, od něhož se dozvěděl, že část pobřeží, kterou se Minin marně snažil dosáhnout, byla již objevena oddílem Laptěva a také expedicí Semjona Ivanoviče Čeljuskina. Když Minin zjistil, že cíle jeho expedice bylo již dosaženo jinými oddíly, vrátil se s Laptěvem zpět do Jenisejku a začátkem roku 1743 dorazil do Petrohradu. Na cestě vážně onemocněl a do hlavního města dorazil až v říjnu, o měsíc a půl později než Laptěv.
Návrat do Petrohradu pro Minina nebyl příjemný. Byl obžalován z neschopnosti a zpronevěry. Jeho zástupce Stěrlegov a také místní obyvatelé z Turuchansku ho obvinili z opilosti, krutosti a svévole. Po několika soudních řízeních byl Minin v roce 1749 shledán vinným a degradován na řadového námořníka.
O dalších osudech degradovaného a zlomeného Minina není nic známo, v záznamech se pouze dochoval rok jeho smrti. Zemřel v roce 1765.
Zda byl Minin vinen nebo nevinen je nyní těžké posoudit. Výsledky práce Mininovy expedice ukazují, že to byl obětavý člověk a vynikající odborník, který významně přispěl k poznání polárních oblastí Arktidy.

## Paměť
Následující zeměpisná jména byla pojmenována po Fjodorovi Alexejeviči Mininovi:
- mys na Mamutím poloostrově v Gydském zálivu
- Mininovy skály poblíž severozápadního pobřeží Tajmyrského poloostrova
- zátoka, záliv, hora a mys na poloostrově Tajmyr
- Mininské ostrovy (v české literatuře nazývané také Mininské šéry) u ústí Jeniseje
- poloostrov Minin na západním pobřeží Tajmyru
- Mininská úžina mezi Jeleními ostrovy a pevninou